# Hit TV
Hit TV (anteriormente Kiss TV) es un canal de televisión musical del grupo Grupo KISS Media, que emite en abierto en la TDT local de Cantabria (actualmente sin emisión), de Castilla y León (próximamente comienzo de emisiones), de Cataluña y de la Comunidad de Madrid y en las operadoras de pago Euskaltel, R, Telecable, Racctel+, Virgin Telco y PTV Telecom. Fue renombrado a raíz de la aparición a nivel nacional del canal DKISS. El grupo también posee las emisoras de radio Kiss FM y Hit FM.

## Historia
En el año 2005 se le concedió a Radio Blanca una frecuencia en TDT para emitir a nivel local en Madrid. Aunque en un primer momento los analistas creyeron que se convertiría en la versión radiofónica en TDT de Kiss FM, después se supo que Radio Blanca la destinaría a un nuevo canal de televisión musical llamado Kiss TV.
Las emisiones en pruebas comenzaron en marzo de 2006 mostrándose una carta de ajuste con el logotipo y el nombre de la cadena, pudiéndose escuchar el audio de Kiss FM, aunque posteriormente se cambiaría por un bucle promocional. Sus emisiones regulares comenzaron el 25 de octubre de 2006.
En el año 2014, Kiss TV (hoy Hit TV) ganó la concesión de varias frecuencias locales y autonómicas en Extremadura y Andalucía, en la actualidad, en Extremadura no tiene emisión y en Andalucía fue anuladas sus licencias por la TSJA
En octubre de 2015, el Consejo de Ministros concedió a Radio Blanca (Kiss FM, Hit FM y actualmente DKiss y Hit TV) un nuevo canal de TDT para emitir en toda España. Llegado noviembre de 2015, se empezaron a crear rumores sobre el nombre y marca de esa televisión.
Ya en diciembre de 2015, se reveló que Kiss TV dejaría de existir como marca de televisión local para convertirse en la identidad (con algunos cambios respecto a Kiss TV) del nuevo canal de televisión español.
Fue entonces cuando en la frecuencia de Kiss TV (actualmente Hit TV) se empezó a emitir música actual sin ningún tipo de logo, o tipografía que indicara que se estrenaba un nuevo canal en esa frecuencia. El 28 de diciembre de 2015 se estrenó oficialmente Hit TV ya sí, con logo y cortinillas. También se estrenó su nueva web http://www.hittv.es/ y su Facebook y su Twitter.
El 4 de abril de 2018 el operador gallego R Galicia incorporó el canal musical a su oferta en el dial 170.
El 2 de octubre de 2018 el operador español Vodafone TV incorporó el canal musical a su oferta en el dial 179 para toda España. Unos días después, el 31 de octubre de 2018 fue movido al dial 181 para estar más accesible dentro de los canales musicales del operador.
El 28 de mayo de 2020 a las 00:00h el canal procedió a renovar toda su imagen corporativa a modo general, tanto la mosca, como cortinillas y otros elementos gráficos dando al canal un toque más actual y moderno.
El 31 de marzo de 2021 el operador español Vodafone TV eliminó sin previo aviso el canal musical de su oferta. Estaba disponible en el dial 181 para todos los abonados.
El 21 de octubre de 2023 cesan las emisiones del Servicio OTT Tivify

## Programación
El canal está enfocado, en principio, a todos los públicos, aunque ciertos videoclips son más de carácter juvenil-adultos en algunos momentos. Su programación se basa en emitir videoclips musicales actuales pero sin olvidar aquellos videos musicales que estuvieron de moda en años anteriores, de tal modo que abarca tanto lo reciente como lo pasado, siguiendo la tendencia de su homónima radiofónica, Hit FM. Su emisión es 24 horas los 365 días del año.

## Emisiones
Hit TV tiene varias licencias concedidas en distintos puntos geográficos de España. La cadena tiene licencias concedidas en:

### TDT
| - Potes: MUX 33, 570 MHz (sin emisión) - Santander: MUX 30, 546 MHz (sin emisión) - Ávila: MUX 32, 562 MHz (próximamente) - Burgos: MUX 33, 570 MHz (próximamente) - León: MUX 22, 482 MHz (próximamente) - Palencia: MUX 27, 522 MHz (próximamente) - Salamanca: MUX 44, 658 MHz (próximamente) - Segovia: MUX 23, 490 MHz (próximamente) - Soria: MUX 26, 514 MHz (próximamente) - Valladolid: MUX 41, 634 MHz (próximamente) - Zamora: MUX 41, 634 MHz (próximamente) | - Sabadell: MUX 39, 618 MHz - Aranjuez: MUX 21, 474 MHz (sin emisión) - Collado Villalba: MUX 29, 538 MHz - Madrid: MUX 39, 618 MHz - Pozuelo de Alarcón: MUX 24, 498 MHz |

Además hace varios años, Blas Herrero (el presidente de Radio Blanca) estuvo negociando comprar las licencias de Canal 7 Madrid con su dueño, José Frade.

### Cable
| - Telecable: Dial 71 - Euskaltel: Dial 95 - R: Dial 95 - Racctel+: Dial 94 - R: Dial 170 | - Euskaltel: Dial 95 - Euskaltel: Dial 95 - R: Dial 95 |

Está disponible en operadores de ámbito autonómico y local, y anteriormente lo estuvo en Vodafone TV.